# Stylopage
Stylopage Drechsler – rodzaj grzybów z rzędu zwierzomorkowców (Zoopagales).

## Charakterystyka
Wszystkie gatunki rodzaju Stylopage to grzyby mięsożerne żyjące na różnych gatunkach ameb lub nicieni (grzyby nicieniobójcze), chwytające zdobycz przy użyciu kleistego śluzu pokrywającego ich wegetatywne strzępki. Po złapaniu ofiary za pomocą ssawek pobierają z ich ciała substancje odżywcze. Wewnątrz ciała ofiary rozwijają się tylko ssawki, natomiast strzępki wegetatywne i struktury rozrodcze tworzą się na zewnątrz. Na długich konidioforach powstają zoosporangia wytwarzające od jednego do kilku jednokomórkowych zarodników. U niektórych gatunków tworzą się duże merosporangia bez wyrostka.
Przedstawiciele rodzaju Stylopage występują w glebie, a niektóre gatunki także w odchodach zwierząt (grzyby koprofilne).

## Systematyka i nazewnictwo
Pozycja w klasyfikacji według Index Fungorum:
Stylopage, Zoopagaceae, Zoopagales, Incertae sedis, Zoopagomycetes, Zoopagomycotina, Zoopagomycota, Fungi.
Rodzaj ten do taksonomii wprowadził Charles Drechsler w 1935 r.
Gatunki
- Stylopage anomala S.N. Wood 1983
- Stylopage apsheronica Islamov 1981
- Stylopage araea Drechsler 1935
- Stylopage cymosa Dudd. 1953
- Stylopage gracilis Mekht. & Islamov 1979
- Stylopage grandis Dudd. 1955
- Stylopage hadra Drechsler 1935
- Stylopage haploe Drechsler 1935
- Stylopage leiohypha Drechsler 1936
- Stylopage lepte Drechsler 1935
- Stylopage minutula Drechsler 1945
- Stylopage rhabdoides Drechsler 1947
- Stylopage rhabdospora Drechsler 1936
- Stylopage rhicnacra Drechsler 1948,
- Stylopage rhynchospora Drechsler 1939
- Stylopage scoliospora Drechsler 1939